# Culicoides macieli
Culicoides macieli är en tvåvingeart som beskrevs av Tavares och Ruiz 1980. Culicoides macieli ingår i släktet Culicoides och familjen svidknott. Inga underarter finns listade i Catalogue of Life.